# Lega Pro de 2014–15
A edição 2014-2015 da Lega Pro é a primeira temporada da Lega Pro unificada em lugar das antigas Lega Pro Prima Divisione e Lega Pro Seconda Divisione.
O campeonato é composto por 60 equipes divididas em três grupos diferentes cada um com 20 equipes.

## Regulamento
As equipes classificadas em primeiro lugar dos três grupos respectivos serão promovidos diretamente para a Série B. Além disso, há o vencedor dos play-offs que será composto pelos segundos e terceiros colocados dos três grupos e os dois melhores quarto. O play-off será organizado em uma fase preliminar em semes-finais e finais em partidas de ida e volta, sempre dando a vantagem de decidir em casa as equipes mais bem colocadas na primeira fase.
Há 9 vagas de rebaixamento para a Série D, três para cada grupo. A última colocada cai diretamente, enquanto as outras quatro equipes,classificadas entre o 16 e 19 º lugar, jogam um play-out, dando sempre a vantagem do fator campo a melhor classificada.

## Equipes participantes

### Grupo A
| Clube                 | Cidade                       | Estádio                                  | Capacidade |
| --------------------- | ---------------------------- | ---------------------------------------- | ---------- |
| AlbinoLeffe           | Albino e Leffe (BG)          | Stadio Atleti Azzurri d'Italia (Bergamo) | 26 542     |
| US Alessandria Calcio | Alessandria                  | Stadio Giuseppe Moccagatta               | 5 827      |
| Arezzo                | Arezzo                       | Stadio Città di Arezzo                   | 13 128     |
| Bassano Virtus        | Bassano del Grappa (VI)      | Stadio Rino Mercante                     | 2 952      |
| Calcio Como           | Como                         | Stadio Giuseppe Sinigaglia               | 13 602     |
| US Cremonese          | Cremona                      | Stadio Giovanni Zini                     | 20 641     |
| FeralpiSalò           | Salò e Lonato del Garda (BS) | Stadio Lino Turina                       | 2 300      |
| A.S. Giana Erminio    | Gorgonzola                   | Stadio Brianteo (Monza)                  | 18 540     |
| AC Lumezzane          | Lumezzane                    | Stadio Tullio Saleri                     | 4 150      |
| Mantova FC            | Mantova                      | Stadio Danilo Martelli                   | 14 800     |
| AC Monza Brianza 1912 | Monza                        | Stadio Brianteo                          | 18 500     |
| Novara                | Novara                       | Stadio Silvio Piola                      | 18 000     |
| A.C. Pavia            | Pavia                        | Stadio Pietro Fortunati                  | 4 999      |
| Pordenone Calcio      | Pordenone                    | Stadio Ottavio Bottecchia                | 2 959      |
| Pro Patria            | Busto Arsizio (VA)           | Stadio Carlo Speroni                     | 4 627      |
| Real Vicenza          | Vicenza                      | Stadio Romeo Menti                       | 12 200     |
| AC Renate             | Renate (MB)                  | Stadio Città di Meda (Meda)              | 2 500      |
| FC Sudtirol           | Bolzano                      | Stadio Druso                             | 3 500      |
| Torres                | Sassari                      | Stadio Vanni Sanna                       | 5 000      |
| FBC Unione Venezia    | Venezia                      | Stadio Pierluigi Penzo                   | 7 450      |

### Classificação
|  | Pos | Equipes                     | Pts | J  | V  | E  | D  | GM | GS | SG  |
|  | 1.  | Novara                      | 53  | 27 | 15 | 8  | 4  | 48 | 26 | +22 |
|  | 2.  | US Alessandria Calcio       | 53  | 27 | 15 | 8  | 4  | 42 | 22 | +20 |
|  | 3.  | A.C. Pavia                  | 53  | 27 | 16 | 6  | 5  | 51 | 34 | +17 |
|  | 4.  | Bassano Virtus              | 46  | 27 | 12 | 10 | 5  | 39 | 29 | +10 |
|  | 5.  | Calcio Como                 | 44  | 27 | 13 | 5  | 9  | 32 | 27 | +5  |
|  | 6.  | FeralpiSalò                 | 42  | 27 | 11 | 9  | 7  | 37 | 35 | +2  |
|  | 7.  | Real Vicenza                | 41  | 27 | 10 | 11 | 6  | 36 | 28 | +8  |
|  | 8.  | FC Sudtirol                 | 40  | 27 | 11 | 7  | 10 | 31 | 27 | +4  |
|  | 9.  | FBC Unione Venezia          | 37  | 27 | 11 | 4  | 12 | 34 | 30 | +4  |
|  | 10. | Arezzo                      | 36  | 26 | 10 | 6  | 10 | 32 | 32 | 0   |
|  | 11. | Torres                      | 35  | 27 | 9  | 8  | 10 | 29 | 33 | -4  |
|  | 12. | AC Renate                   | 35  | 27 | 9  | 8  | 11 | 35 | 41 | -6  |
|  | 13. | AC Monza Brianza 1912       | 33  | 27 | 9  | 6  | 12 | 30 | 33 | -3  |
|  | 14. | Associazione Calcio Mantova | 33  | 27 | 10 | 6  | 11 | 31 | 31 | 0   |
|  | 15. | US Cremonese                | 31  | 27 | 7  | 10 | 10 | 31 | 34 | -3  |
|  | 16. | A.S. Giana Erminio          | 31  | 27 | 8  | 7  | 12 | 21 | 25 | -4  |
|  | 17. | AC Lumezzane                | 27  | 26 | 7  | 6  | 13 | 26 | 40 | -14 |
|  | 18. | AlbinoLeffe                 | 22  | 27 | 5  | 7  | 15 | 16 | 37 | -21 |
|  | 19. | Pordenone                   | 20  | 27 | 5  | 5  | 17 | 24 | 43 | -19 |
|  | 20. | Pro Patria                  | 17  | 27 | 3  | 8  | 16 | 21 | 45 | -24 |

Legenda: 

      Promovido para a Serie B de 2015-2016.
 Classificados para o play-off e play-out.
      Rebaixados para a Serie D de 2015-2016.
Notas:
- Mantova foi punido com a perda de 3 pontos.
- Pro Patria e Pavia, foram punidos com a perda de 1 ponto.
- No caso de empate entre duas ou mais equipes em pontos, os critérios de desempate entre as equipes serão nessa ordem:

Pontos em confrontos diretos
Diferença de gols em jogos diretos
Saldo de Gols
Gols Pró
Sorteio

### Grupo B
| Clube                     | Cidade                        | Estádio                                   | Capacidade |
| ------------------------- | ----------------------------- | ----------------------------------------- | ---------- |
| AC Ancona                 | Ancona                        | Stadio Del Conero                         | 26 342     |
| Ascoli Calcio 1898        | Ascoli Piceno                 | Stadio Cino e Lillo Del Duca              | 20 550     |
| Carrarese Calcio 1908     | Carrara                       | Stadio dei Marmi                          |            |
| Forlì Football Club       | Forlì                         | Stadio Tullo Morgagni                     | 3 500      |
| U.S. Grosseto F.C.        | Grosseto                      | Stadio Carlo Zecchini                     | 10 200     |
| AS Gubbio 1910            | Gubbio (PG)                   | Stadio Pietro Barbetti                    | 5 000      |
| L'Aquila Calcio 1927      | L'Aquila                      | Stadio Tommaso Fattori                    | 7 999      |
| AS Lucchese Libertas 1905 | Lucca                         | Stadio Porta Elisa                        | 4 150      |
| A.C. Pisa 1909            | Pisa                          | Stadio Arena Garibaldi - Romeo Anconetani | 14 869     |
| US Pistoiese 1921         | Pistoia                       | Marcello Melani - Vannucci Piante Stadium | 13 000     |
| U.S. Città di Pontedera   | Pontedera (PI)                | Stadio Ettore Mannucci                    | 4 014      |
| AC Prato                  | Prato                         | Stadio Lungobisenzio                      | 6 750      |
| A.S. Pro Piacenza 1919    | Piacenza                      | Stadio Leonardo Garilli                   | 21 668     |
| A.C. Reggiana 1919        | Reggio Emilia                 | Mapei Stadium-Città del Tricolore         | 23 717     |
| San Marino Calcio         | Serravalle (RSM)              | Stadio Olimpico                           | 7 000      |
| Savona F.B.C.             | Savona                        | Stadio Valerio Bacigalupo                 | 4 000      |
| SPAL                      | Ferrara                       | Stadio Paolo Mazza                        | 19 000     |
| Santarcangelo Calcio      | Santarcangelo di Romagna (RN) | Stadio Valentino Mazzola                  | 2 610      |
| SS Teramo Calcio          | Teramo                        | Stadio Gaetano Bonolis                    | 7 498      |
| A.C. Tuttocuoio 1957      | Ponte a Egola (PI)            | Stadio Ettore Mannucci (Pontedera)        | 4 014      |

### Classificação
|  | Pos | Equipes                   | Pts | J  | V  | E  | D  | GM | GS | SG  |
|  | 1.  | Ascoli Calcio 1898        | 53  | 27 | 15 | 8  | 4  | 43 | 23 | +20 |
|  | 2.  | SS Teramo Calcio          | 49  | 27 | 13 | 10 | 4  | 37 | 25 | +12 |
|  | 3.  | A.C. Reggiana 1919        | 45  | 26 | 13 | 6  | 7  | 36 | 21 | +15 |
|  | 4.  | A.C. Pisa 1909            | 44  | 26 | 12 | 8  | 6  | 31 | 18 | +13 |
|  | 5.  | AC Ancona                 | 39  | 27 | 9  | 12 | 6  | 32 | 28 | +4  |
|  | 6.  | U.S. Città di Pontedera   | 39  | 26 | 10 | 9  | 7  | 31 | 27 | +4  |
|  | 7.  | L'Aquila Calcio 1927      | 38  | 25 | 9  | 11 | 5  | 28 | 22 | +6  |
|  | 8.  | Carrarese Calcio 1908     | 36  | 27 | 7  | 15 | 5  | 35 | 25 | +10 |
|  | 9.  | AS Lucchese Libertas 1905 | 34  | 27 | 8  | 10 | 9  | 27 | 28 | -1  |
|  | 10. | A.C. Tuttocuoio 1957      | 34  | 26 | 8  | 10 | 8  | 32 | 43 | -11 |
|  | 11. | U.S. Grosseto F.C.        | 33  | 27 | 8  | 10 | 9  | 34 | 31 | +3  |
|  | 12. | SPAL                      | 33  | 27 | 9  | 6  | 12 | 25 | 28 | -3  |
|  | 13. | US Pistoiese 1921         | 33  | 27 | 9  | 6  | 12 | 31 | 44 | -13 |
|  | 14. | AS Gubbio 1910            | 32  | 27 | 7  | 11 | 9  | 34 | 33 | +1  |
|  | 15. | AC Prato                  | 29  | 27 | 6  | 11 | 10 | 32 | 37 | -5  |
|  | 16. | Forlì Football Club       | 29  | 27 | 7  | 8  | 12 | 25 | 38 | -13 |
|  | 17. | Santarcangelo Calcio      | 27  | 27 | 6  | 9  | 12 | 24 | 30 | -6  |
|  | 18. | Savona F.B.C.             | 27  | 27 | 7  | 6  | 14 | 26 | 43 | -17 |
|  | 19. | A.S. Pro Piacenza 1919    | 25  | 27 | 9  | 6  | 12 | 25 | 34 | -9  |
|  | 20. | San Marino Calcio         | 23  | 27 | 5  | 8  | 14 | 30 | 40 | -10 |

Legenda: 

      Promovido para a Serie B de 2015-2016.
 Classificados para o play-off e play-out.
      Rebaixados para a Serie D de 2015-2016.
Notas:
- Grosseto foi punido com a perda de 1 ponto.
- Pro Piacenza foi punido com a perda de 8 pontos.
- No caso de empate entre duas ou mais equipes em pontos, os critérios de desempate entre as equipes serão nessa ordem:

Pontos em confrontos diretos
Diferença de gols em jogos diretos
Saldo de Gols
Gols Pró
Sorteio

### Grupo C
| Clube                   | Cidade                       | Estádio                               | Capacidade |
| ----------------------- | ---------------------------- | ------------------------------------- | ---------- |
| S.F. Aversa Normanna    | Aversa (CE)                  | Stadio Augusto Bisceglia              | 2 565      |
| SS Barletta Calcio      | Barletta                     | Stadio Cosimo Puttilli                | 4 018      |
| Benevento Calcio        | Benevento                    | Stadio Ciro Vigorito                  | 25 000     |
| Casertana Football Club | Caserta                      | Stadio Alberto Pinto                  | 12 000     |
| US Catanzaro            | Catanzaro                    | Stadio Nicola Ceravolo                | 14 650     |
| Cosenza Calcio 1914     | Cosenza                      | Stadio San Vito                       | 24 479     |
| Foggia Calcio           | Foggia                       | Stadio Pino Zaccheria                 | 25&n085    |
| SS Ischia Isolaverde    | Ischia (NA)                  | Stadio Enzo Mazzella                  | 5 000      |
| S.S. Juve Stabia        | Castellammare di Stabia (NA) | Stadio Romeo Menti                    | 13 000     |
| Lecce                   | Lecce                        | Stadio Via del Mare                   | 36 827     |
| Lupa Roma Football Club | Axa (Roma)                   | Stadio Quinto Ricci (Aprilia)         | 2 544      |
| AS Martina Franca 1947  | Martina Franca (TA)          | Stadio Giuseppe Domenico Tursi        | 5 000      |
| S.S. Matera Calcio      | Matera                       | Stadio XXI Settembre - Franco Salerno | 6 879      |
| A.S. Melfi              | Melfi (PZ)                   | Stadio Arturo Valerio                 | 4 100      |
| ACR Messina 1947        | Messina                      | Stadio San Filippo                    | 38 722     |
| Paganese Calcio 1926    | Pagani (SA)                  | Stadio Marcello Torre                 | 5 093      |
| Reggina                 | Reggio Calabria              | Stadio Oreste Granillo                | 27 543     |
| U.S. Salernitana 1919   | Salerno                      | Stadio Arechi                         | 31 300     |
| A.C. Savoia 1908        | Torre Annunziata (NA)        | Stadio Alfredo Giraud                 | 10 750     |
| Vigor Lamezia           | Lamezia Terme (CZ)           | Stadio Guido D'Ippolito               | 4 000      |

### Classificação
|  | Pos | Equipes                                | Pts | J  | V  | E  | D  | GM | GS | SG  |
|  | 1.  | Benevento Calcio                       | 60  | 27 | 17 | 9  | 1  | 44 | 22 | +22 |
|  | 2.  | U.S. Salernitana 1919                  | 58  | 27 | 17 | 7  | 3  | 38 | 20 | +18 |
|  | 3.  | S.S. Juve Stabia                       | 51  | 27 | 14 | 9  | 4  | 45 | 26 | +19 |
|  | 4.  | Casertana Football Club                | 48  | 27 | 14 | 6  | 7  | 43 | 25 | +18 |
|  | 5.  | Lecce                                  | 48  | 27 | 14 | 6  | 7  | 37 | 26 | +11 |
|  | 6.  | S.S. Matera Calcio                     | 47  | 27 | 13 | 8  | 6  | 45 | 28 | +17 |
|  | 7.  | Foggia Calcio                          | 46  | 27 | 12 | 11 | 4  | 47 | 24 | +23 |
|  | 8.  | US Catanzaro                           | 40  | 27 | 11 | 7  | 9  | 33 | 32 | +1  |
|  | 9.  | SS Barletta Calcio                     | 36  | 27 | 9  | 9  | 9  | 25 | 25 | 0   |
|  | 10. | Vigor Lamezia                          | 33  | 27 | 7  | 12 | 8  | 30 | 33 | -3  |
|  | 11. | Lupa Roma Football Club                | 32  | 27 | 8  | 8  | 11 | 30 | 43 | -13 |
|  | 12. | AS Martina Franca 1947                 | 31  | 27 | 8  | 7  | 12 | 32 | 30 | +2  |
|  | 13. | Paganese Calcio 1926                   | 30  | 27 | 7  | 9  | 11 | 21 | 33 | -12 |
|  | 14. | Cosenza Calcio 1914                    | 29  | 27 | 6  | 11 | 10 | 30 | 32 | -2  |
|  | 15. | A.S. Melfi                             | 25  | 27 | 5  | 12 | 10 | 28 | 36 | -8  |
|  | 16. | ACR Messina 1947                       | 25  | 27 | 5  | 10 | 12 | 28 | 48 | -20 |
|  | 17. | SS Ischia Isolaverde                   | 22  | 27 | 5  | 7  | 15 | 21 | 42 | -21 |
|  | 18. | 'S.F. Aversa Normanna A.C. Savoia 1908 | 21  | 27 | 4  | 9  | 14 | 28 | 41 | -11 |
|  | 19. | A.C. Savoia 1908                       | 19  | 27 | 4  | 8  | 15 | 20 | 44 | -24 |
|  | 20. | Reggina                                | 19  | 27 | 4  | 8  | 15 | 20 | 44 | -24 |

| Legenda: Promovido para a Serie B de 2015-2016. Classificados para o play-off e play-out. Rebaixados para a Serie D de 2015-2016. Notas: - Foggia e Reggina foram punidos com a perda de 1 ponto cada. - Melfi foi punido com a perda de 2 pontos. - No caso de empate entre duas ou mais equipes em pontos, os critérios de desempate entre as equipes serão nessa ordem: Pontos em confrontos diretos Diferença de gols em jogos diretos Saldo de Gols Gols Pró Sorteio - Lega Italiana Calcio Professionistico - La Lega Pro 2014/2015 su SportLive.it |

1. ↑  Fino al termine dei lavori di adeguamento dello Stadio Comunale di Gorgonzola
2. ↑  Foi punido com a perda de 1 ponto.
3. ↑  3 pontos de penalização
4. 1 2  1 ponto de penalização.
5. ↑  8 pontos de penalização«COMUNICATO UFFICIALE N. 87/CDN (2013/2014)» (PDF). Consultado em 25 agosto 2014. Arquivado do original (PDF) em 26 de agosto de 2014
6. ↑  1 ponto de penalização«COMUNICATO UFFICIALE N. 89/CDN (2013/2014)» (PDF). Consultado em 25 agosto 2014. Arquivado do original (PDF) em 24 de setembro de 2015
7. ↑  2 pontos de penalização «COMUNICATO UFFICIALE N. 27/TFN – Sezione Disciplinare(2014/2015)» (PDF). Consultado em 25 de janeiro de  2015. Arquivado do original (PDF) em 1 de fevereiro de 2015
8. ↑  1 ponto de penalização «Serie B Bologna penalizzato 1»